# Милан Гюрлуков
Милан Христов Гюрлуков наричан Гюрков, Гюруков, Гюрлука, Стамболов, е български революционер, прилепски войвода на Вътрешната македоно-одринска революционна организация.

## Биография

### Във ВМОРО
Милан Гюрлуков е роден през 1884 година в Кривогащани, тогава в Османската империя. Получава прогимназиално образование в Прилеп и учителства една година в родното си село. По време на Илинденско-Преображенското въстание Милан Гюрлуков е пунктов началник в полския район на родния си край. С четата си от 120 души кривогащанци е под прякото началство на Питу Гули, с която участва в сражението при Черния връх. След потушаването на въстанието Милан Гюрлуков остава в четата на Толе паша, по-късно е арестуван и осъден на четири месеца затвор в Битоля.
В Прилеп през 1904 година изпълнява смъртната присъда на ВМОРО срещу местния свещеник сърбоманин Спас Игуменов. Милан Гюрлуков става секретар и помощник-войвода на Ванчо Сърбака, а след неговата смърт поема четата. След афера в Прилепското поле бяга в България и оттам отива като четник в Кумановско. През 1905 година сръбски четници убиват баща му и други негови родственици, заловени на сватба в село Сарандиново.
| Чета на Милан Гюрлуков, декември 1905 година | Чета на Милан Гюрлуков, декември 1905 година | Чета на Милан Гюрлуков, декември 1905 година | Чета на Милан Гюрлуков, декември 1905 година | Чета на Милан Гюрлуков, декември 1905 година |
| Номер                                        | Име                                          | Селище                                       | Околия                                       | Забележка                                    |
| -------------------------------------------- | -------------------------------------------- | -------------------------------------------- | -------------------------------------------- | -------------------------------------------- |
| 1.                                           | Милан Юруков                                 | Кривогащани                                  | Крушевска                                    |                                              |
| 2.                                           | Илия Златанов                                | Слатино                                      | Поречка                                      |                                              |
| 3.                                           | Никола Симеонов                              | Княжево                                      | Софийска                                     |                                              |
| 4.                                           | Иван Андреев                                 | Жвойн                                        | Битолска                                     | [ 6 ]                                        |

| Чета на Милан Гюрлуков, 15 август 1907 година | Чета на Милан Гюрлуков, 15 август 1907 година | Чета на Милан Гюрлуков, 15 август 1907 година | Чета на Милан Гюрлуков, 15 август 1907 година | Чета на Милан Гюрлуков, 15 август 1907 година |
| Номер                                         | Име                                           | Селище                                        | Околия                                        | Забележка                                     |
| --------------------------------------------- | --------------------------------------------- | --------------------------------------------- | --------------------------------------------- | --------------------------------------------- |
| 1.                                            | Милан Гьоруков                                | Крушево                                       |                                               |                                               |
| 2.                                            | Пано Илиев                                    | Чеканчево                                     | Софийска                                      |                                               |
| 3.                                            | Вангел Кетов                                  | Прилеп                                        |                                               |                                               |
| 4.                                            | Йордан Василев                                | Прилеп                                        |                                               |                                               |
| 5.                                            | Куно                                          | Крушево                                       |                                               | [ 7 ]                                         |

| Чета на Милан Гюрлуков, 17 май 1908 година | Чета на Милан Гюрлуков, 17 май 1908 година | Чета на Милан Гюрлуков, 17 май 1908 година | Чета на Милан Гюрлуков, 17 май 1908 година | Чета на Милан Гюрлуков, 17 май 1908 година |
| Номер                                      | Име                                        | Селище                                     | Околия                                     | Забележка                                  |
| ------------------------------------------ | ------------------------------------------ | ------------------------------------------ | ------------------------------------------ | ------------------------------------------ |
| 1.                                         | Милан Гюрлуков                             | Прилеп                                     |                                            |                                            |
| 2.                                         | Мирче Атанасов                             | Тръстеник                                  | Светиниколска                              |                                            |
| 3.                                         | Момчил Иванов                              | Василико                                   | Одринска                                   |                                            |
| 4.                                         | Владе Иванов                               | Църнилище                                  | Щипска                                     |                                            |
| 5.                                         | Димко Стоянов                              | Църнилище                                  | Щипска                                     | [ 8 ]                                      |

В 1906 година Даме Груев го изпраща за войвода в Светиниколски район, като към 1907 година е районен войвода с чета от 4 души. Ранен е в сражение в ръката. Милан Гюрлуков е делегат на Кюстендилския конгрес на ВМОРО през март 1908 година, а по-късно е избран за велешки войвода, но по нареждане на Тодор Александров остава в Свети Никола. Арестуван е неколкократно, лежи в затворите в Куманово, Скопие, след обезоръжителната акция на Шевкет Тургут паша през септември 1910 година е арестуван отново в Битоля. Преминава в България и още декември се връща с чета в Македония, за да организира, по нареждане на ЦК на ВМОРО, атентат срещу турския султан Мехмед Решад в близост до Скопие, който обаче пропада. По заповед на Тодор Александров организира убийството на Добри Даскалов.

### По време на войните за национално обединение
През септември 1912 година Милан Гюрлуков участва в Балканската война начело на партизанска чета №51 на Македоно-одринското опълчение. Четата от 1000 души четници и милиция, заедно с войводите Мирча и Аргир, води сражения с турските войски в авангарда на сръбската армия. Четниците атакуват в тила и прогонват турците при Селечка планина и Студеница, което улеснява преминаването на Бабунския проход от сръбските войски. За това сръбският принц Александър благодари на Милан Гюрлуков и му подарява хубав кон. Милан Гюрлуков посещава и щаба на сръбската армия и съдейства чрез комитетът на ВМОРО в Прилеп за снабдяването на сръбската армия. Въпреки това той и цялата му чета са арестувани в Битоля, за да бъдат унищожени, но след застъпничество на Милан Матов и руския консул в града Виктор Кал са освободени.
| Чета на № 51 МОО с командир Милан Гюрлуков | Чета на № 51 МОО с командир Милан Гюрлуков | Чета на № 51 МОО с командир Милан Гюрлуков | Чета на № 51 МОО с командир Милан Гюрлуков | Чета на № 51 МОО с командир Милан Гюрлуков | Чета на № 51 МОО с командир Милан Гюрлуков |
| Номер                                      | Име                                        | Години                                     | Околия                                     | Селище                                     | Бележки                                    |
| ------------------------------------------ | ------------------------------------------ | ------------------------------------------ | ------------------------------------------ | ------------------------------------------ | ------------------------------------------ |
|                                            | Видан Найдов                               |                                            | Прилепско                                  | Бешище                                     |                                            |
|                                            | Гроздан Лозанов                            |                                            | Прилепско                                  | Рапеш                                      |                                            |
|                                            | Даме Попов                                 |                                            | Прилепско                                  | Долнени                                    |                                            |
|                                            | Коста Шекерков                             |                                            | Прилепско                                  | Варош                                      |                                            |
|                                            | Младен Звездов                             |                                            | Прилепско                                  | Прилеп                                     |                                            |
|                                            | Пане Наумов                                |                                            | Прилепско                                  | Прилеп                                     |                                            |
|                                            | Петър Костов                               |                                            | Прилепско                                  | Прилеп                                     |                                            |
|                                            | Спиро Тошев                                |                                            | Прилепско                                  | Прилеп                                     |                                            |
|                                            | Христо Димев                               |                                            | Прилепско                                  | Прилеп                                     | безследно изчезнал на 02 ноември 1912 г.   |
|                                            | Христо Китанов                             |                                            | Прилепско                                  | Витолища                                   |                                            |

Милан Гюрлуков участва в организирането на Тиквешкото въстание заедно с Тодор Шикалев. При започването на Междусъюзническата война четата му и тези на Милан Матов, Марко Иванов и Петър Чаулев, се числи към Сборната партизанска рота. Така групирани те минават река Вардар и превземат гарата на Демиркапия като залавят едно сръбско отделение от 417 души със 100 коня обоз. Продължават да водят сражения в централната част на Македония, докато четата е разбита и в късната есен на 1913 година Милан Гюрлуков преминава в Албания, а оттам в България.
По време на Първата световна война Милан Гюрлуков е в Партизанския отряд на Българската армия, който действа в Прилепско. Избиват много сърбомани от Небрегово и околните села. Командирован е при щаба на доброволческите отряди на генерал Александър Протогеров и участва в организирането на местната администрация в Прилеп. В Прилепско Гюрлуков заедно със Стефан Алябаков и други четници се отдава на зулуми върху местното сърбоманско, но и българско население с цел събиране на пари. Арестуван е и проведената анкета докадва обвиненията, но е освободен след натиск върху военните власти от Тодор Александров.
След освобождението му Гюрлуков е изпратен в Опълченския полк, който е на гарнизон в Сопие под командването на охридчанина полковник Климент Кръстев, откъдето е изпратен в Косово - към Прищина, Призрен, Качаник и Феризово за преследване на непокорни албанци и събиране на сведения за положението. Според Милан Матов Гюрлуков заедно с четниците си Дано Мързенчето от Мързен и Петре от Ваташа продължава със зулумното събиране на пари и убийствата със знанието на окръжния управител в Призрен Йордан Тренков и полковник Кръстев.
По случай 15-ата годишнина от Илинденско-Преображенското въстание за заслуги към постигане на българския идеал в Македония през Първата световна война в 1918 година, Милан Гюрлуков е награден с орден „Свети Александър“.

### След войните
След войната Гюрлуков е един от първите дейци включили се в дейността на възстановената ВМРО. На 10 март 1919 година с чета от 70 души минава границата за действия във Велешко и Прилепско.
Гюрлуков участва в учредяването на организацията на македонските войводи и четници „Илинден“ на 16 декември 1920 година в София.
По време на българското управление във Вардарска Македония в периода 1941 - 1944 година Милан Гюрлуков се връща в Македония и подпомага българската администрация. За големите си заслуги към България е награден с три ордена „За храброст“ и няколко „За заслуга“. Избран е в местното прилепско настоятелство на Илинденска организация.
След установяването на комунистическия режим в Югославия, на 15 април извънредният съд в Прилеп издава 10 смъртни присъди. Гюрлуков е убит в града от югославските комунисти по същото време. Пет години по-късно съпругата и дъщерята му са лишени от жителство и имот, и принудително се заселват в Централна Северна България.